# Liselotte
Liselotte ist ein weiblicher Vorname.

## Herkunft und Bedeutung
Beim Namen Liselotte handelt es sich um eine Zusammensetzung der Namen Lise und Charlotte.

## Verbreitung
Der Name Liselotte ist in erster Linie in Dänemark, Österreich, der Schweiz, Deutschland und Schweden verbreitet. In Dänemark und Schweden war er insbesondere in den 1950er und 1960er Jahren beliebt. Auch in Österreich wird der Name heute relativ selten vergeben, obwohl seine Popularität in den späten 2000er Jahren zunahm. Im Jahr 2018 erreichte die Beliebtheit des Namens mit Rang 332 ihre höchste Platzierung. Im Jahr 2021 stand der Name auf Rang 475.
In Deutschland stieg der Name zu Beginn des 20. Jahrhunderts in die Top-100 der Vornamenscharts auf, wo er schnell an Beliebtheit zunahm. Von 1915 bis 1933 zählte Liselotte zu den 20 meistgewählten Mädchennamen. Im Jahr 1918 erreichte der Name mit Rang 2 der Hitliste seine bislang höchste Platzierung. In den 1940er Jahren geriet der Name außer Mode, seit 2006 erlebt der Name jedoch eine Renaissance. Konnte jedoch bislang nicht an die vergangene Beliebtheit anknüpfen. Im Jahr 2021 belegte Liselotte Rang 295 der Vornamenscharts. Dabei trugen etwa 27 % der Mädchen den Namen Liselotte, während 73 % die Variante Lieselotte bekamen.

## Varianten
Eine Variante des Namens ist Lieselotte, die Kurzformen lauten Lilo, Lotte, Lotti und Lottie.

## Namensträgerinnen
- Liselotte von der Pfalz (1652–1722), Herzogin von Orléans
- Liselotte Becker-Egner (1931–2015), deutsche Opernsängerin und Gesangspädagogin
- Liselotte Blumer (* 1957), Schweizer Badmintonspielerin
- Liselotte de Booy-Schulze (20. Jh.), deutsches Fotomodell
- Liselotte Brüne (1916–2016), deutsche Physiotherapeutin
- Liselotte Buchenauer (1922–2003), österreichische Alpinistin, Bergschriftstellerin und Journalistin
- Liselotte Bühler (1922–2003), deutsche Politikerin
- Liselotte M. Davis (* 1935), deutsch-US-amerikanische Germanistin und Übersetzerin
- Liselotte Dieckmann (1902–1994), deutsch-amerikanische Germanistin, Literaturwissenschaftlerin und Übersetzerin
- Liselotte Dross (1887–1996), deutsche Malerin und Illustratorin
- Liselotte Ebnet (1932–2009), deutsche Operetten- und Musicalsängerin
- Liselotte Eckerl-Riesch (1921–2012), deutsche Ehrenamtlerin
- Liselotte Eder (1922–1993), deutsche Übersetzerin und Schauspielerin
- Liselotte Funcke (1918–2012), deutsche Politikerin
- Liselotte Gretzschel (1920–1976), deutsche Politikerin
- Liselotte Grschebina (1908–1994), israelisch-deutsche Fotografin
- Liselotte Günniker (* 1954), deutsche Juristin
- Liselotte Gøttsche (* um 1956), dänische Badmintonspielerin
- Liselotte Herrmann (1909–1938), deutsche Widerstandskämpferin
- Liselotte Honigmann-Zinserling (* 1930), deutsche Kunsthistorikerin
- Liselotte Johansson (* 1970), schwedische Freestyle-Skierin
- Liselotte Jünger (1917–2010), deutsche Germanistin, Historikerin und Lektorin
- Liselotte Köster (1911–1987), deutsche Tänzerin
- Liselotte Kuntner (1935–2021), Physiotherapeutin und Ethnologin
- Liselotte Kuschnitzky (1933–1977), deutsche Schauspielerin
- Liselotte Landbeck (1916–2013), österreichische Eiskunstläuferin und Eisschnellläuferin
- Liselotte Lange (1922–2018), deutsche Kunsthandwerkerin
- Liselotte Losch (1917–2011), deutsche Opernsängerin
- Liselotte Lüscher (* 1934), Schweizer Erziehungswissenschaftlerin und Politikerin
- Liselotte Maikl (1925–2014), österreichische Sopranistin und Balletttänzerin
- Liselotte Malkowsky (1913–1965), deutsche Sängerin und Schauspielerin
- Liselotte Mettler (* 1939), deutsch-österreichische Gynäkologin und Hochschullehrerin
- Liselotte Meyer-Fröhlich (1922–2014), Schweizer Juristin und Zürcher Stadtpolitikerin
- Liselotte Moser (1906–1983), schweizerisch-US-amerikanische Kunstmalerin
- Liselotte Neumann (* 1966), schwedische Profigolferin
- Liselotte Nold (1912–1978), deutsche Sozialarbeiterin
- Liselotte Orff (1930–2012), vierte Ehefrau des Komponisten Carl Orff
- Liselotte Orgel-Köhne (1918–2002), deutsche Fotografin
- Liselotte Palme (1949–2014), österreichische Wirtschaftsjournalistin
- Liselotte Pieser (1917–1998), deutsche Volkswirtin und Politikerin
- Liselotte Popelka (1931–2014), österreichische Kunsthistorikerin
- Liselotte Pulver (* 1929), Schweizer Schauspielerin
- Liselotte von Rantzau-Essberger (1918–1993), deutsche Reederin
- Liselotte Rauner (1920–2005), deutsche Schriftstellerin
- Liselotte von Reinken (1911–2005), deutsche Historikerin
- Liselotte Richter (1906–1968), deutsche Theologin
- Liselotte Schaak (1903–1996), deutsche Schauspielerin
- Liselotte Schließer (1918–2004), deutsche Heimatforscherin und Archivarin
- Liselotte Schmidt (1924–2020), österreichische Sängerin und Schauspielerin
- Liselotte Schramm-Heckmann (1904–1995), deutsche Bildnis-, Figuren- und Landschafts-Malerin sowie Kostümzeichnerin
- Liselotte Schreiner (1904–1991), österreichische Theaterschauspielerin
- Liselotte Spreng (1912–1992), Schweizer Frauenrechtlerin
- Liselotte Strelow (1908–1981), deutsche Fotografin
- Liselotte Thelen (1926–2016), deutsche Kunsthistorikerin
- Liselotte Thomamüller (1908–1988), deutsche Opernsängerin
- Liselotte Tyc-Holm (1921–2012), deutsche Unternehmerin
- Liselotte Ungers (1925–2010),e deutsche Autorin, Buchsammlerin und Diplomkauffrau
- Liselotte Vogel (1927–2024), deutsche Germanistin
- Liselotte Welskopf-Henrich (1901–1979), deutsche Schriftstellerin
- Liselotte Willführ (1912–1992), deutsche Schauspielerin und Hörspielsprecherin
- Liselotte Zemmer-Plank (1931–2015), österreichische Prähistorikerin

## Sonstige Namensverwendung
- Liselott, 1932 uraufgeführte Operette
- Zeche Lieselotte, Steinkohlenbergwerk in Bochum
- (4757) Liselotte, 1973 entdeckter Asteroid des Hauptgürtels